# Doddavaddaragudi, Krishnarajanagara
Doddavaddaragudi là một làng thuộc tehsil Krishnarajanagara, huyện Mysore, bang Karnataka, Ấn Độ.